# Encaste Atanasio Fernández
El encaste Atanasio Fernández es un tipo de encaste que procede de la casta Vistahermosa, forjado con toros del Conde de la Corte. Por sus particularidades genéticas, registradas por el Ministerio del Interior de España, figura dentro del Libro Genealógico de la Raza Bovina de Lidia, dependiente del Ministerio de Agricultura.

## Historia del encaste Atanasio Fernández
El encaste deriva de la ganadería que fue formada en 1908 por el suegro de Atanasio Fernández, Bernabé Cobaleda Berrocal, con reses de la casta Navarra que procedían de la ganadería de Carriquiri; en 1925 adquiere reses del Conde de la Corte eliminando casi todo el ganado navarro.
Cuando Bernabé muere en 1929, su ganadería es repartida entre sus hijos; una de ellas fue para su hija Natividad Cobaleda Sánchez, esposa de Atanasio Fernández, que elimina todo el ganado anterior y entre 1930 y 1932 compra al Conde de la Corte dos nuevas partidas de vacas y un semental, de nombre Carabella. Con estos mimbres, Atanasio Fernández mantuvo la nobleza del tipo Tamarón-Conde de la Corte, acentuó su capacidad de humillar y redujo la cornamenta, haciéndola menos exagerada. El comportamiento de los toros suele ser de nobleza y calidad durante las embestidas por encima de la bravura, haciendo que pueda ser toreado fácilmente en la muleta. Del encaste Atanasio Fernández nacerá con personalidad propia la línea Lisardo Sánchez, única que tiene este encaste y que puede considerarse como uno diferente a Atanasio.

## Líneas del encaste

### Línea Lisardo Sánchez
El salmantino Lisardo Sánchez comienza su andadura ganadera en 1948, cuando adquiere a Atanasio Fernández 202 vacas de vientre y un lote de machos y dos sementales. En 1955 y 1957 compró vacas y sementales murubeños de Bohórquez y Urquijo que oficialmente se llevaban por separado aunque a veces se apreciaban en los “lisardos” rasgos de ambas procedencias. Eran como los “atanasios”, aunque más bajos y finos y con más cara, es decir, más cornalones.
Lisardo Sánchez falleció en 1969 y fue sucedido por su nieto Lisardo Sánchez Grajal que mantuvo la ganadería hasta 1983, aunque antes había hecho numerosas ventas que dieron origen a varias ganaderías; esta última venta será el origen de la ganadería de Adelaida Rodríguez.

## Características
Según el Ministerio del Interior, los toros de Atanasio Fernández presentan unas características propias, resultantes del cruce de reses del Conde de la Corte y Tamarón:
- Toros altos de agujas, con gran desarrollo del tercio anterior, dándose los tipos aleonados, ensillados, plantados de atrás y de delante, zanquilargos, perfiles subcóncavos, rectos y con menor frecuencia subconvexos, badanudos y de gran padada. La cola es larga y gruesa, con borlón abundante. Con cabos proporcionados, excepto los de la línea Lisardo Sánchez, que son más gruesos de extremidades, en la cual se dan animales carifoscos, astracanados, con mucha papada y badana, de perfil convexo.
- Buena encornadura con característicos veletos y astiblancos, con mayor desarrollo de cuernos, con abundancia de animales acapachados y menor alzada.
- Sus pintas son negras, con accidentales muy típicos como el burraco y el carbonero. Con menor frecuencia se dan capas castañas, coloradas y cárdenas. Sus accidentales suelen ser salpicado, gargantillo, jirón y coliblanco.

Los toros de esta línea son más bajos y finos y presentan una encornadura más desarrollada. En su comportamiento destacan por su nobleza y fijeza durante la lidia, por lo que suelen estar presentas en la mayoría de las ferias taurinas.

## Ganaderías relacionadas
El encaste Atanasio Fernández está compuesto en la actualidad de las siguientes ganaderías, algunas con mayoría de otros encastes:
| Hierro                | Nombre                                | Antigüedad | Finca                    | Localidad             | Provincia | País     | Procedencia                         | Filiación | Estado       | Ref.                        |
| --------------------- | ------------------------------------- | ---------- | ------------------------ | --------------------- | --------- | -------- | ----------------------------------- | --------- | ------------ | --------------------------- |
|                       | Herederos de Atanasio Fernández       |            |                          |                       |           |          |                                     | UCTL      | Desaparecido | [ 17 ] [ 18 ]               |
|                       | Hermanos Aguirre Fernández-Cobaleda   | -          | Campocerrado             | Martín de Yeltes      | Salamanca | España   | Atanasio Fernández                  | UCTL      | Desaparecido | [ 19 ]                      |
| Martínhernando        | Hermanos Aguirre Fernández-Cobaleda   | -          | Campillo de Azaba        |                       | Salamanca | España   | Atanasio Fernández                  | UCTL      | Desaparecido | [ 19 ]                      |
|                       | José Ignacio Charro Sánchez-Tabernero | -          | Llen                     | Las Veguillas         | Salamanca | España   | Atanasio Fernández                  | UCTL      | En activo    | [ 20 ]                      |
|                       | Juan Pérez-Tabernero Martín           | 23-03-2003 | Coquilla de Juan Vázquez | Membribe de la SIerra | Salamanca | España   | Atanasio Fernández                  | UCTL      | En activo    | [ 21 ]                      |
|                       | Ernesto Louro Fernández de Castro     | 26-05-1977 | Herdade do Vale          | Vendas novas          | Alentejo  | Portugal | Atanasio Fernández                  | UCTL      | En activo    | [ 22 ]                      |
| Herdade da Hervideira | Ernesto Louro Fernández de Castro     | 26-05-1977 | Alcacer do Sal           |                       | Alentejo  | Portugal | Atanasio Fernández                  | UCTL      | En activo    | [ 22 ]                      |
|                       | Eduardo Martín Cillero                |            |                          |                       |           |          |                                     |           |              |                             |
|                       | Dolores Aguirre                       |            |                          |                       |           |          |                                     |           |              | [ 23 ] [ 24 ] [ 25 ] [ 26 ] |
|                       | Couto de Fornilhos                    |            |                          |                       |           |          |                                     |           |              | [ 27 ] [ 28 ] [ 29 ]        |
|                       | Herederos de Antonio Ordóñez          |            |                          |                       |           |          |                                     |           |              |                             |
|                       | Assumçao Coimbra                      |            |                          |                       |           |          |                                     |           |              |                             |
|                       | Herederos de Cándido García Sánchez   |            |                          |                       |           |          |                                     |           |              |                             |
|                       | Agustínez                             |            |                          |                       |           |          |                                     |           |              |                             |
|                       | Sepúlveda de Yeltes                   | 26-09-1884 | Sepúlveda                | Sepúlveda de Yeltes   | Salamanca | España   | -                                   | UCTL      | En activo    | [ 30 ] [ 31 ] [ 32 ]        |
|                       | Dehesa de Guadarrama                  |            |                          |                       |           |          |                                     |           |              |                             |
|                       | Sánchez Urbina                        |            |                          |                       |           |          |                                     |           |              |                             |
|                       | Charro de Llen                        |            |                          |                       |           |          |                                     |           |              |                             |
|                       | Adelaida Rodríguez                    |            |                          |                       |           |          |                                     |           |              |                             |
|                       | Puerto de San Lorenzo                 |            |                          |                       |           |          |                                     |           |              | [ 33 ] [ 34 ]               |
|                       | Mariano Vicente Muñoz                 |            |                          |                       |           |          |                                     |           |              |                             |
|                       | Valdefresno                           |            |                          |                       |           |          |                                     |           |              | [ 35 ]                      |
|                       | Rekagorri                             | -          | Campocerrado             | Martín de Yeltes      | Salamanca | España   | Atanasio Fernández, vía Valdefresno | UCTL      | En activo    | [ 36 ]                      |
|                       | Moisés Fraile                         | -          | Puerto de la Calderilla  | Tamames               | Salamanca | España   | Atanasio Fernández                  | UCTL      | En activo    | [ 37 ]                      |
|                       | Cortijoliva                           | 23-06-1949 | Las Olivillas            | Cañamero              | Cáceres   | España   | Atanasio Fernández                  | UCTL      | En activo    | [ 38 ]                      |
| El Nebrillo           | Cortijoliva                           | 23-06-1949 | Los Navalmorales de Pusa | Toledo                |           | España   | Atanasio Fernández                  | UCTL      | En activo    | [ 38 ]                      |
|                       | Los Bayones                           |            |                          |                       |           |          |                                     |           |              | [ 39 ] [ 40 ]               |
|                       | Hubert Yonnet                         |            |                          |                       |           |          |                                     |           |              |                             |